# Pratsavall
Pratsavall és una masia de Taradell (Osona) inclosa a l'Inventari del Patrimoni Arquitectònic de Catalunya.

## Descripció
Edifici civil. Masia de planta quadrada (12x12 m), coberta a quatre vessants i consta de PB i dos pisos. La façana està situada al migdia i presenta afegitons a l'esquerre amb un cos cobert a dues vessants amb habitació, porxo i un portal d'accés. La planta presenta un portal rectangular de pedra amb afegits posats posteriorment com és una pedra datada de 1750 i posada en temps del "besavi", obertures al 1er. i 2n pis. A ponent hi ha un femer i unes corts cobertes a una vessant. A llevant prop de la font sulfurosa hi ha una antiga enllosada. En aquest sector s'hi adossa un cos de 5 x12 m, amb obertures de totxo i construcció recent, s'hi obre un portal rectangular a la planta. L'estat de conservació es bo tot i que hi ha reformes que desmereixen l'estructura primitiva com el porxo datat el 1958.

### Bassa
Situada a la part de migdia de la casa, en una fondalada. És construïda amb un mur de pedra format per carreus irregulars de manera que forma els tres costats d'un rectangle, de 30 x 6 m, que al sector de migdia queda escairat. De perfil, el mur té forma atalussada a la base i internament forma dos graons, té una alçada aproximada de 4 metres i a la part superior hi ha una llosa.
L'estat de conservació és mitjà, ja que no té aigua i està plena de bardisses.
Font sulfurosa
Situada a la part de llevant del mas. Es troba dins un clos de planta rectangular amb una obertura rectangular a la part baixa, esculpida dins la pedra i amb una altra obertura rectangular amb una porta de fusta i un teuladet. Realitzada amb pedra i morter.
Davant de la font hi ha un passeig amb boixos, molt abandonat. L'estat de conservació de la font i el seu entorn és dolent.

## Història
Es una masia que es degué construir durant l'època d'esplendor al camp durant el S.XVIII, donat que no la trobem en els fogatges del S.XVI però en canvi la trobem en el nomenclàtor de la província de Barcelona de l'any 1860 i consta com "Alqueria, casa de labor".
Modernament ha estat restaurada